# Забродина, Татьяна Андреевна
Татьяна Андреевна Забро́дина (1925 — 1993) — советская и российская актриса.

## Биография
Родилась 20 октября 1925 года в Самаре. Была самой младшей в семье, где было трое детей: старшая сестра Нина и средний брат.  При рождении ей дали имя Таисия, которое ей никогда не нравилось. При получении паспорта выбрала имя Татьяна.
Пережила блокаду Ленинграда. После фронта (служила во флоте в 1943—1945) пришла в Школу-студию МХАТ (курс В. О. Топоркова), после окончания в 1949 году работала в МХАТ имени М. Горького как «студиец». С 1956 года — в труппе МХАТа.
Забродина счастливо выделилась в «Плодах просвещения»: М. Н. Кедров легко и точно выстроил действенную линию её роли — свежая, кругломорденькая деревенская девка-умница, горничная Таня не шалила по-субреточному, но дурачила господ, преследуя собственную реальную надобность. Однако в дальнейшем подобного успеха актрисе не выпадало. Она сыграла 39 ролей, в основном эпизодических.
Первый муж погиб в автокатастрофе. В 1960-х годах познакомилась с писателем В. П. Беляевым, который в 1960 году переехал в Москву, стала его женой.  Детей не было.
С 1987 года — в МХАТ имени А. П. Чехова (до 1991 года).  Возглавляла ячейку ветеранов ВОВ во МХАТе вместе с И. Смоктуновским.
Умерла скоропостижно 4 января 1993 года. Похоронена в Москве на Троекуровском кладбище.

## Награды и премии
- Сталинская премия первой степени (1952) — за исполнение роли Тани в спектакле «Плоды просвещения» Л. Н. Толстого
- заслуженная артистка РСФСР (1969)

## Роли в театре
МХАТ (1949—1987)
- 1951 — «Плоды просвещения» Л. Н. Толстого — Таня. Постановка М. Н. Кедрова
- 1952 — «Залп „Авроры“» по пьесе «Октябрь» М. В. Большинцова и М. Э. Чиаурели — Пассажирка
- 1956 — «Кремлёвские куранты» Н. Ф. Погодина — Лиза, невестка Чудновых
- 1957 — «Золотая карета» Л. М. Леонова — Дашенька
- 19?? — «Поздняя любовь» А. Н. Островского — Варвара Харитоновна Лебёдкина, вдова
- 1961 — «Хозяин» И. Соболева. Постановка Б. Н. Ливанова, — Вера, дочь Линькова
- 1963 — «Без вины виноватые» А. Н. Островского. Постановка В. А. Орлова — Шелавина
- 1966 — «Тяжкое обвинение» Льва Шейнина. Постановка Б. Н. Ливанова — Дуся
- 1971 — «Мёртвые души» по поэме Н. В. Гоголя — Софья Ивановна, дама просто приятная
- 1972 — «Кола Брюньон» по роману Р. Роллана. Постановка Владимира Богомолова — Женщина в замке
- 1973 — «Старый Новый год» М. М. Рощина. Постановка О. Ефремова — Люба
- 1976 — «Нина» А. Кутерницкого — Надежда Филипповна
- 1978 — «Старый Новый год» М. М. Рощина — Нюра
- 1979 — «Деньги для Марии» В. Г. Распутина — Комариха
- 1981 — «Дядюшкин сон» по повести Ф. М. Достоевского. Постановка Владимира Богомолова — Прасковья Ильинична
- 198? — «Синяя птица» М. Метерлинка — Соседка Берленго
- 1982 — «Татуированная роза» Т. Уильямса. Постановка Романа Виктюка — Тереза
- 1982 — «Тартюф» Ж.-Б. Мольера. Постановка Анатолия Эфроса — Флипота, служанка госпожи Пернель

Московский Художественный театр имени А. П. Чехова (1987—1991)
- 1989 — «Иванов» А. П. Чехова — Старушка
- 1991 — «Яма» по А. И. Куприну — Александра

## Фильмография
- 1955 — В квадрате 45 — капитан Грищенко (возница «Настасья»)
- 1960 — Русский сувенир — мэр Сибирякова (нет в титрах)
- 1963 — Когда казаки плачут (короткометражный) — Дуняша
- 1967 — Кремлёвские куранты (фильм-спектакль МХАТа) — Лиза, сноха Чудновых
- 1968 — Поздняя любовь (фильм-спектакль МХАТа) — Лебёдкина
- 1979 — Мёртвые души (фильм-спектакль МХАТа) — Софья Ивановна
- 1980 — Старый Новый год — Люба
- 1985 — Город невест — вдова
- 1989 — Татуированная роза (фильм-спектакль МХАТа) — Тереза
- 1989 — Тартюф (фильм-спектакль МХАТа) — Флипота, служанка госпожи Пернель
- 1990 — Ловкач и Хиппоза
- 1991 — Безумная Лори — Дама в очереди к ветеринару
- 1992 — Квартира — Кузнецова, родственница Пумпянской